# Calliclava
Calliclava é um gênero de gastrópodes pertencente a família Drilliidae.

## Espécies
- Calliclava aegina (Dall, 1919)[3]
- Calliclava albolaqueata (Carpenter, 1865)[4]
- Calliclava alcmene  (Dall, 1919)[5]
- Calliclava craneana (Hertlein & Strong, 1951)[6]
- Calliclava jaliscoensis McLean & Poorman, 1971[7]
- Calliclava lucida McLean & Poorman, 1971[8]
- Calliclava pallida (Sowerby I, 1834)[9]
- Calliclava palmeri (Dall, 1919)[10]
- Calliclava rhodina McLean & Poorman, 1971[11]
- Calliclava subtilis McLean & Poorman, 1971[12]
- Calliclava tobagoensis Fallon, 2016
- Calliclava vigorata Fallon, 2016